# Henk Kuijpers
Henk Kuijpers (Haarlem, 10 december 1946) is een Nederlands stripauteur, die vooral bekend is geworden door de reeks Franka. Zijn werk vertoont overeenkomsten met de klare lijn-stijl van Hergé.

## Van student tot striptekenaar
Student Henk Kuijpers merkt dat hij voor loopt met zijn studie sociologie. Het geeft hem meer tijd om zich te wijden aan zijn hobby, het tekenen van strips. Een van de projecten is een stripverhaal over een filmmaatschappij. Een van de personages is een roodharige secretaresse. Na zijn afstuderen in 1973 besluit Kuijpers met zijn verhaal naar het stripweekblad Pep te gaan. Daar is men erg enthousiast over het werk van de jonge tekenaar. Er worden twee korte verhaaltjes van hem gepubliceerd, de eerste eind 1973 en de volgende begin 1974. Tegelijkertijd publiceert hij in het enige nummer van Baberiba.

## De geboorte van Franka
In 1974 verschijnt de strip Het Misdaadmuseum van Kuijpers in afleveringen in de Pep. Het is gebaseerd op het verhaal van de filmmaatschappij en een van de personages die wordt meegenomen is de roodharige secretaresse. Ze heet nu Franka, van beroep: archeologe, en is dan nog een van de personages binnen de strip. Het Misdaadmuseum valt op door de liefde voor details. Zowel personages als decors zijn perfect uitgewerkt. De decors soms overgenomen van echt bestaande locaties. Al in het tweede avontuur, Het Meesterwerk is duidelijk dat Franka de hoofdpersoon is geworden. In de loop van de avonturen zal ze uitgroeien van een karikaturaal getekende stripfiguur tot een veel realistischer getekend personage. Als Pep fuseert met Sjors en voortaan Eppo heet, verschijnen de avonturen van Franka in het laatstgenoemde blad. In 1978 verschijnen de eerste albums van Franka bij Oberon, Het Misdaadmuseum en Het Meesterwerk.

## Niet alleen strips
Nu hij is geaccepteerd als striptekenaar zoekt Kuijpers een rustige omgeving om te werken en begin jaren tachtig verhuist hij naar Drenthe. Dan blijkt al snel dat hij niet alleen rond kan komen van het werk aan Franka. Hij breidt zijn werkzaamheden uit en maakt illustraties voor andere bladen en neemt reclameopdrachten aan. Ook verzorgt hij een schriftelijke cursus strips- en cartoontekenen voor het LOI. Franka is al snel bijzonder populair in Nederland en België en in 1985 wordt er zelfs een fanclub voor haar opgericht. Een hoogtepunt in die jaren is het moment dat Franka wordt gepubliceerd in het Vlaamse tijdschrift Robbedoes. Voor Kuijpers die in zijn jeugd dweepte met het blad gaat hier mee een droomwens in vervulling. In het album Circus Santekraam is dit heugelijk feit vereeuwigd, in het album werkt Franka tijdelijk in het circus en is gekleed in het uniform van een piccolo, niet toevallig de kleding van het stripfiguurtje Robbedoes. Vanaf 1987 verschijnt Franka ook bij de Franstalige uitgever Les Humanoïdes Associés. In Nederland verschijnt Franka na het opheffen van Eppo in Eppo Wordt Vervolgd, Sjors en Sjimmie Stripblad en Sjosji. Financieel gaat het beter met Kuijpers als hij in 1990 Franka gepubliceerd krijgt in Veronica Magazine.

## Franka wordt volwassen
Na de publicatie in Veronica Magazine kan Kuijpers de reclameopdrachten en andere illustraties voortaan laten schieten en zich weer concentreren op Franka. Als na 2003 het magazine stopt met de strip, vindt Kuijpers weer onderdak bij de nieuwe Eppo en bladen als Myx. Overigens verschijnt er dan al sinds 1997 een Franka Magazine, terwijl Kuijpers sinds 1999 zelf de uitgave van de albums van Franka verzorgt. Zijn heldin is inmiddels volwassen geworden; ze runt een eigen detectivebureau en heeft zelfs een vriendje. Aan de uitbeelding van de roodharige detective is inmiddels niets karikaturaal meer te vinden. Het toenemende realisme zorgt er ook voor dat de fictieve woonplaats van Kuijpers’ heldin, de stad Groterdam, wordt vervangen door Amsterdam.
In 1990 ontvangt Kuijpers de Stripschapprijs voor zijn hele oeuvre.

## Prijzen
- In 1990 ontving Kuijpers de Stripschapprijs.[2]
- Op 11 januari 2010 werd Kuijpers door Jan Kruis geëerd als Grootste Stripheld van Nederland.